# Montezuma's Revenge (Hellendoorn)
Montezuma's Revenge was een topspin in het Nederlandse attractiepark Avonturenpark Hellendoorn.
De attractie komt oorspronkelijk uit Duitsland en staat sinds 1998 in het park. Het is de een na oudste topspin van Nederland. Een rit in Montezuma's Revenge duurt anderhalve minuut. Tijdens de rit bereiken bezoekers een hoogte van twaalf meter en ervaren bezoekers diverse volledig omwentelingen. De attractie is vernoemd naar Aztekenleider Montezuma.
In 2018 maakte het attractiepark bekend dat de topspin te koop staat. Redenen voor de verkoop zijn de hoge onderhoudskosten en de vele reparaties, waardoor de attractie niet functioneel was. In 2021 werd de attractie gesloten. Een jaar eerder was de topspin voor het laatst operationeel.

## Afbeeldingen

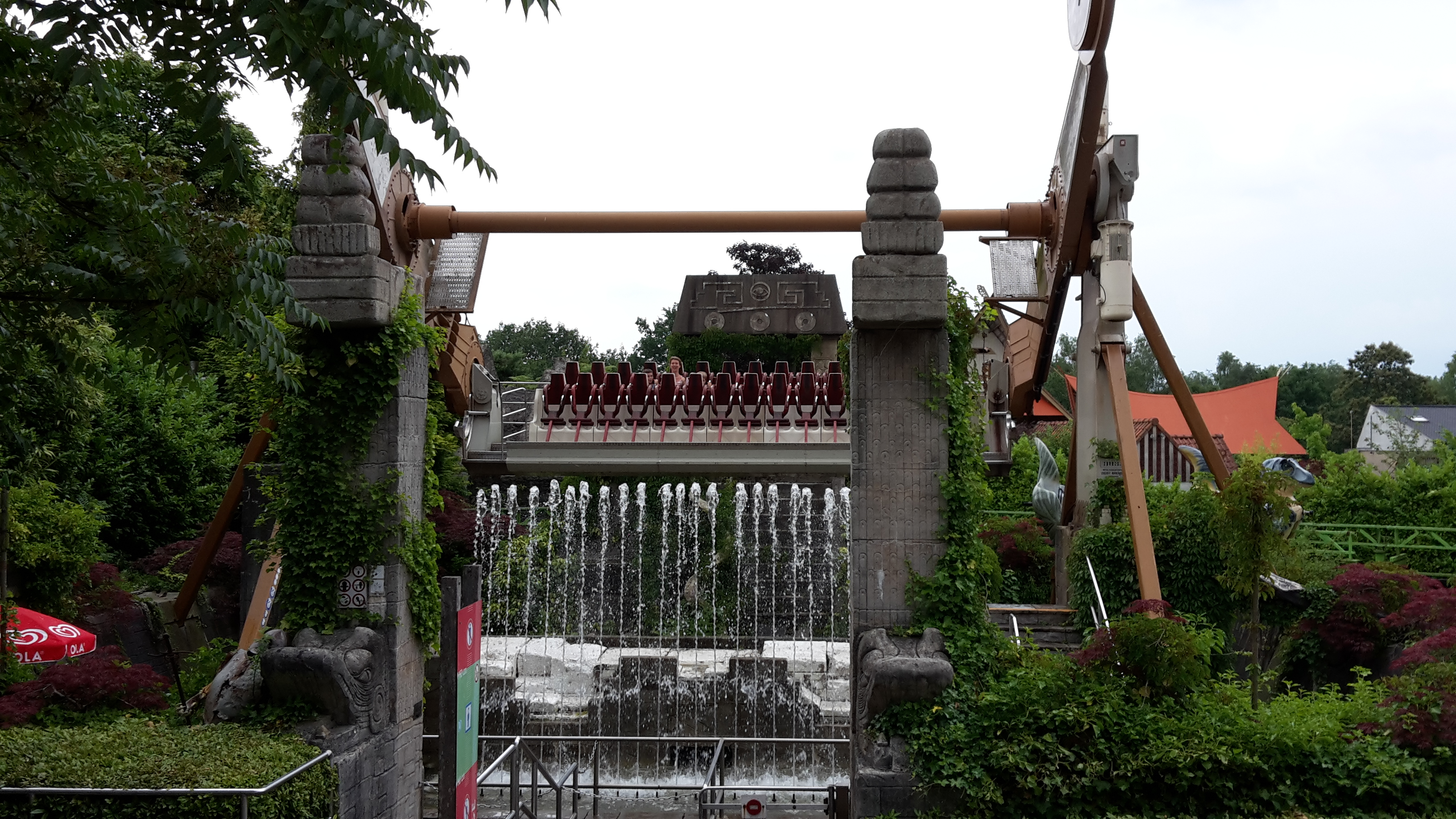
Attractie in werking
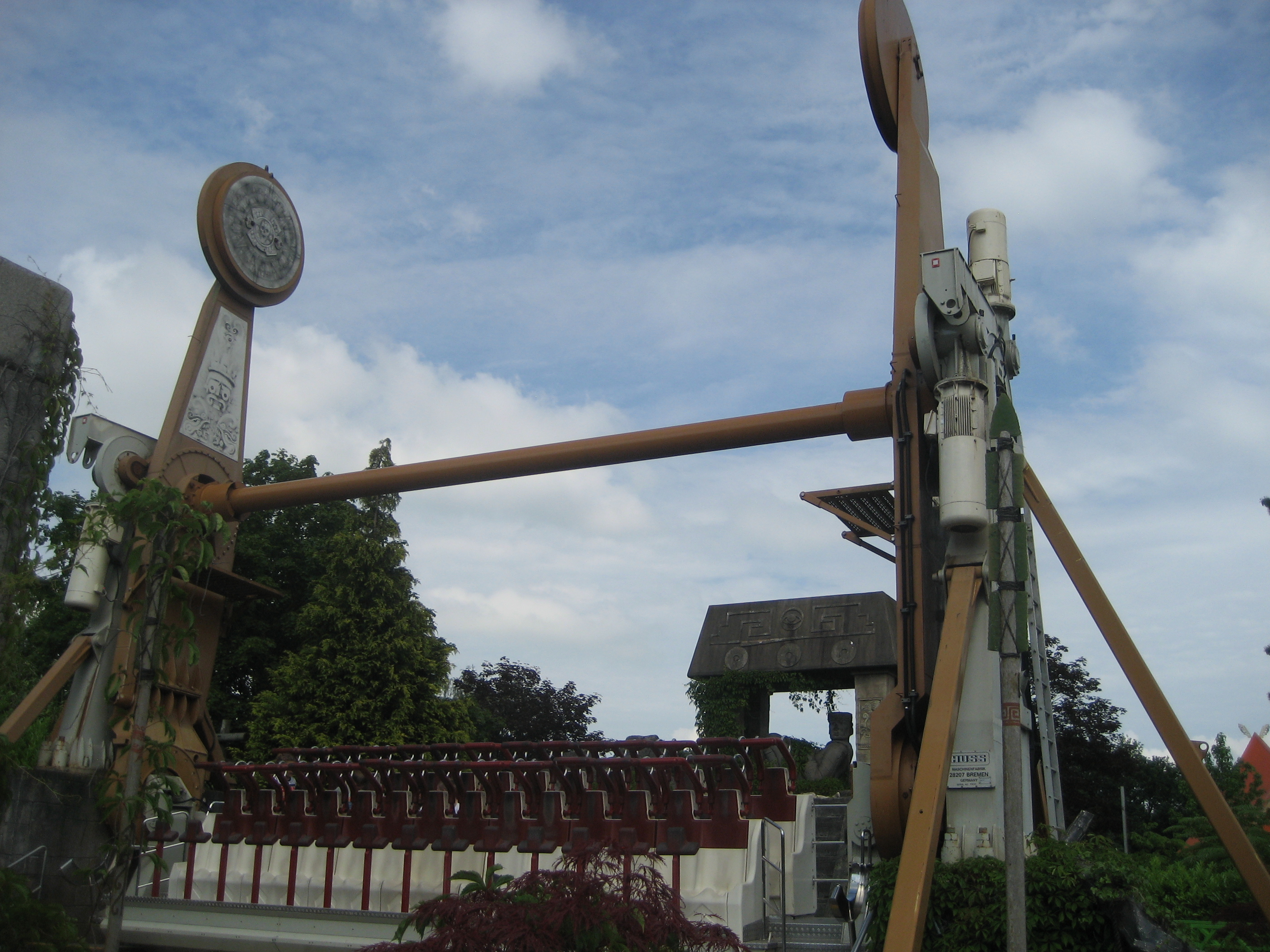
Attractie in rust
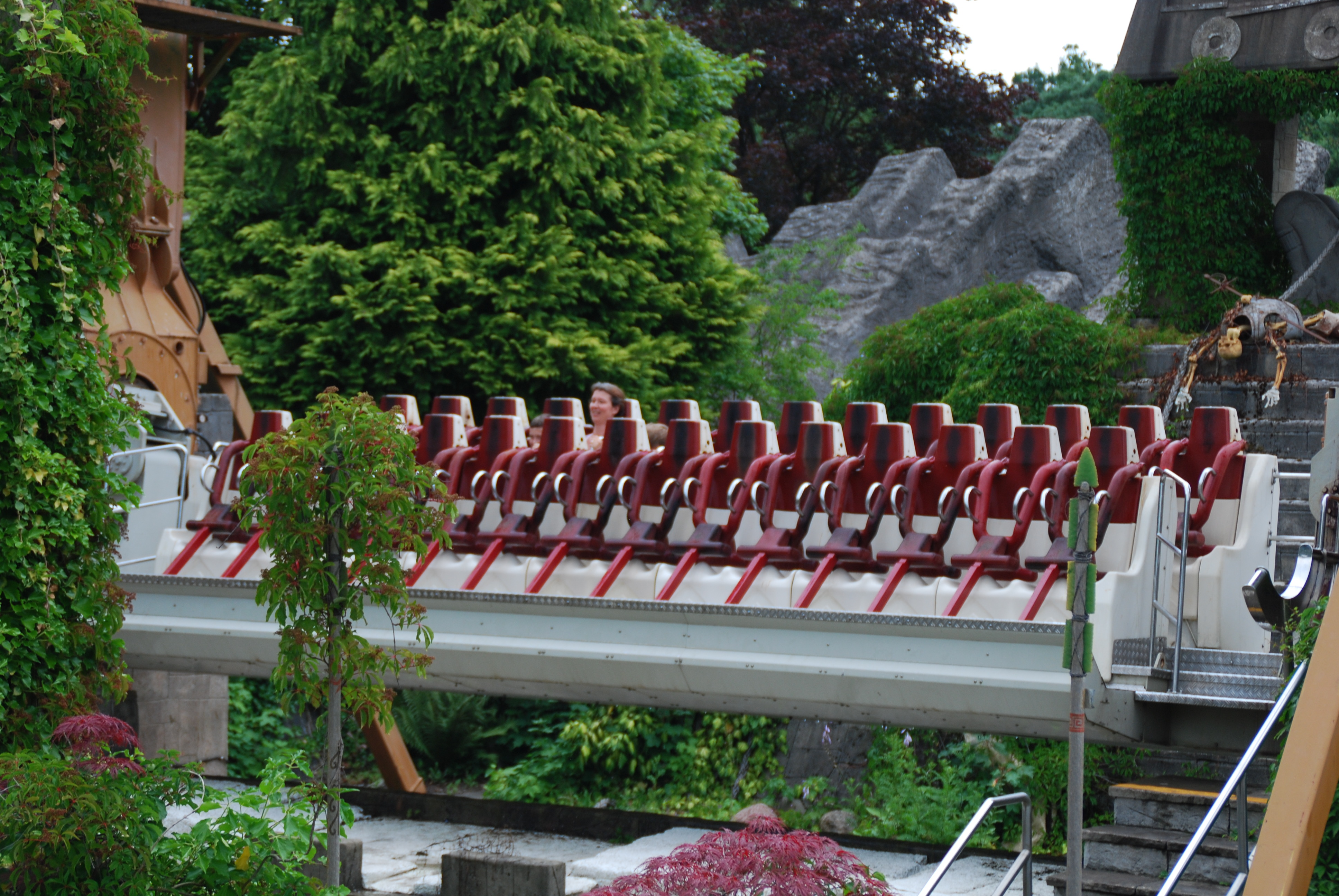
Detail

Afbeeldingen
 · Lijst van attracties